# Yatomi
Yatomi (japanska: 弥富市?, Yatomi-shi)) är en japansk stad i Aichi prefektur på den centrala delen av ön Honshu. Staden är belägen strax väster om Nagoya och ingår i denna stads storstadsområde. Yatomi fick stadsrättigheter 1 april 2006, då även den närbelägna kommunen Jushiyama slogs samman med staden. 